# Clément Russo
Clément Russo (Lione, 20 gennaio 1995) è un ciclista su strada e ciclocrossista francese che corre per il team Groupama-FDJ; è professionista dal 2018.

## Palmarès

### Strada
- 2019 (Team Arkéa-Samsic, una vittoria)

Classifica generale Vuelta a la Comunidad de Madrid

#### Altri successi
- 2015 (Charvieu-Chavagneux IC)

Bourg-Louhans-Bourg
- 2017 (Probikeshop Saint-Étienne Loire)

Classifica giovani Tour de Beauce
Prix de Cuiseaux
Nocturne de Montrevel

### Cross
- 2012-2013

Campionati francesi, Junior
Challenge National Saverne
Challenge National Besançon
- 2013-2014

Pont-de-Chéruy
Chavanoz
Saint-Jean-le-Vieux
Andancette
- 2014-2015

Pont-de-Chéruy
Saint-Jean-le-Vieux
Championnat de la Loire (Belmont-de-la-Loire)
Prissé
- 2015-2016

1ª prova Coppa di Francia, Under-23 (Albi)
Belmont-de-la-Loire
Charleville-Mézières
2ª prova Coppa di Francia, Under-23 (Quelneuc)
Campionati francesi, Under-23
Championnat Rhône-Alpes
- 2016-2017

CX-Saint-Jean-le-Vieux
1ª prova Coppa di Francia, Under-23 (Gervans)
2ª prova Coppa di Francia, Under-23 (Bagnoles-de-l'Orne)
3ª prova Coppa di Francia, Under-23 (Nommay)
Championnat d'Auvergne
- 2018-2019

Jas
Méons
- 2019-2020

Charvieu-Chavagneux

#### Altri successi
- 2016-2017

Classifica generale Coppa di Francia

## Piazzamenti

### Grandi Giri
- Giro d'Italia

2023: non partito (6ª tappa)
- Tour de France

2020: 133º
2021: ritirato (11ª tappa)
2024: 102º
2025: 93º
- Vuelta a España

2022: 115º

### Classiche monumento
- Milano-Sanremo

2020: 67º
2021: 58º
2022: 75º
2023: 125º
2024: 124º
2025: 136º
- Giro delle Fiandre

2021: 29º
2022: 49º
2023: 81º
2025: 49º
- Parigi-Roubaix

2019: 46º
2021: 73º
2022: ritirato
2023: ritirato
2025: 62º
- Liegi-Bastogne-Liegi

2024: 105º

### Competizioni mondiali
- Campionati del mondo di ciclocross

Liévin 2012 - Junior: 29º
Louisville 2013 - Junior: 14º
Hoogerheide 2014 - Under-23: 19º
Tábor 2015 - Under-23: 32º
Zolder 2016 - Under-23: 5º
Bieles 2017 - Under-23: 11º
- Campionati del mondo su strada

Fiandre 2021 - In linea Elite: ritirato

### Competizioni europee
- Campionati europei su strada

Monaco di Baviera 2022 - In linea Elite: 69º
Drenthe 2023 - In linea Elite: ritirato
- Campionati europei di ciclocross

Ipswich 2012 - Junior: 2º
Mladá Boleslav 2013 - Under-23: 16º
Lorsch 2014 - Under-23: 13º
Huijbergen 2015 - Under-23: 7º
Pontchâteau 2016 - Under-23: 4º